# Shades (Andrew-Hill-Album)
Shades ist ein Jazzalbum von Andrew Hill. Die 1986 im Barigozzi Studio, Mailand, entstandenen Aufnahmen erschienen 1987 auf Soul Note.

## Hintergrund
Hill wurde von Alfred Lion und dessen Label Blue Note Records besonders gefördert. Dort wurde zwischen 1963 und 1970 etwa ein Dutzend Aufnahmesitzungen von Hill produziert, die alle vor allem wegen ihrer Kompositionen erinnert werden, aber zu jener Zeit kaum ein Verkaufsschlager waren. Die Möglichkeit zu seiner ersten Studiosession unter eigenem Namen als Bandleader nach sechs Jahren erhielt Hill durch den Mailänder Schallplattenhändler und Impressario Giovanni Bonandrini; der Pianist spielte mit dem Tenorsaxophonisten Clifford Jordan, dem Bassisten Rufus Reid und dem Schlagzeuger Ben Riley. Der Erfolg von Shades habe wohl direkt zu Hills erneuerten Vertrag bei dem reaktivierten und damals von Bruce Lundvall geleiteten Label Blue Note Records geführt, vermutet Ethan Iverson. Hill spielte in den folgenden Jahren wieder gut einstudierte Alben mit mehreren Bläsern (etwa mit Greg Osby, Greg Tardy, Marty Ehrlich, Robin Eubanks und Ron Horton) ein, zuerst bei Blue Note (mit Eternal Spirit, 1989, und But Not Farewell, 1991), dann bei Palmetto Records, für das er Dusk (200) und A Beautiful Day einspielte.

## Titelliste
- Andrew Hill: Shades (Soul Note 1113 CD)[2]

1. Monk’s Glimpse 4:36
2. Tripping 6:31
3. Chilly Mac 5:29
4. Ball Square 5:34
5. Domani 7:28
6. La Verne 13:43

Die Kompositionen stammen von Andrew Hill.

## Rezeption
Scott Yanow verlieh dem Album in Allmusic vier Sterne und schrieb, das Album sei vor allem wegen der Mitwirkung des unterbewerteten Tenorsaxophonisten Clifford Jordan hervorzuheben. Es enthalte die für Hill typischen herausfordernden und komplexen „inside/outside“-Kompositionen, welche die perfekte Vorlage für die Interaktion von Jordans und Hill bilden. Dies sei stimulierend und ungewöhnliche Musik, die nur schwer zu klassifizieren sei, außer als „Modern Jazz“
Nach Ansicht von Ethan Iverson, der das Album in seinem Blog Do the Math rezensierte, sind die ersten drei Stücke „Monk's Glimpse“, „Tripping“ und „Chilly Mac“ die Highlights des Albums, die eine perfekte Mischung zwischen dem Swing Ben Rileys, dem festen Saxophonspiel Clifford Jordans und den surrealen Gesten des Bandleaders seien. Shades von 1986 war ein Ereignis, eine gut dokumentierte Session mit hochkarätigen Mitarbeitern. Dies sei, abgesehen von seinem sanften Trio-Debüt So in Love (1960), die „insider-hafteste“ Musik Hills. Obwohl es sich nicht um ein Tribut-Album handle, ragt der swingende Prophet Thelonious Monk sicherlich in einer Art reinen Segens über der Studiosession auf. Hills Stücke seien einfach strukturiert, meist in vertrauten Formen, nicht so wie die aggressiv modernistischen Metrumstrukturen, die noch auf Black Fire (1964) oder Point of Departure (1965) zu hören waren.